# C.J. Lochtenberg
C.J. Lochtenberg (1889 of 1890 - 17 februari 1945) was een Nederlands dammer. 
Hij was Nationaal Meester en nam 15 keer deel aan het NK dammen, bijna elke deelname eindigde hij op de laatste plaats. Hij was een tijd werkzaam als loketambtenaar in het postkantoor in Amsterdam. Naar hem is het Zetje van Lochtenberg vernoemd.

## Deelnames aan het Nederlands kampioenschap
| Jaar | Plaats | Punten | Aantal wedstrijden |
| ---- | ------ | ------ | ------------------ |
| 1919 | 10     | 4      | 9                  |
| 1921 | 5      | 6      | 7                  |
| 1922 | 7      | 3      | 6                  |
| 1923 | 5      | 4      | 8                  |
| 1924 | 12     | 3      | 11                 |
| 1925 | 5      | 9      | 12                 |
| 1926 | 7      | 4      | 12                 |
| 1927 | 8      | 2      | 7                  |
| 1934 | 9      | 7      | 9                  |
| 1935 | 10     | 4      | 9                  |
| 1936 | 12     | 6      | 11                 |
| 1937 | 11     | 7      | 11                 |
| 1938 | 8      | 9      | 11                 |
| 1939 | 12     | 6      | 10                 |
| 1940 | 12     | 6      | 11                 |